# Kampur Town
Kampur Town è una suddivisione dell'India, classificata come census town, di 5.408 abitanti, situata nel distretto di Nagaon, nello stato federato dell'Assam. In base al numero di abitanti la città rientra nella classe V (da 5.000 a 9.999 persone).

## Geografia fisica
La città è situata a 26° 11' 60 N e 92° 37' 60 E e ha un'altitudine di 47 m s.l.m..

## Società

### Evoluzione demografica
Al censimento del 2001 la popolazione di Kampur Town assommava a 5.408 persone, delle quali 2.797 maschi e 2.611 femmine. I bambini di età inferiore o uguale ai sei anni assommavano a 560, dei quali 292 maschi e 268 femmine. Infine, coloro che erano in grado di saper almeno leggere e scrivere erano 4.070, dei quali 2.221 maschi e 1.849 femmine.